# Leichtathletik-Europameisterschaften 1990/4 × 100 m der Frauen

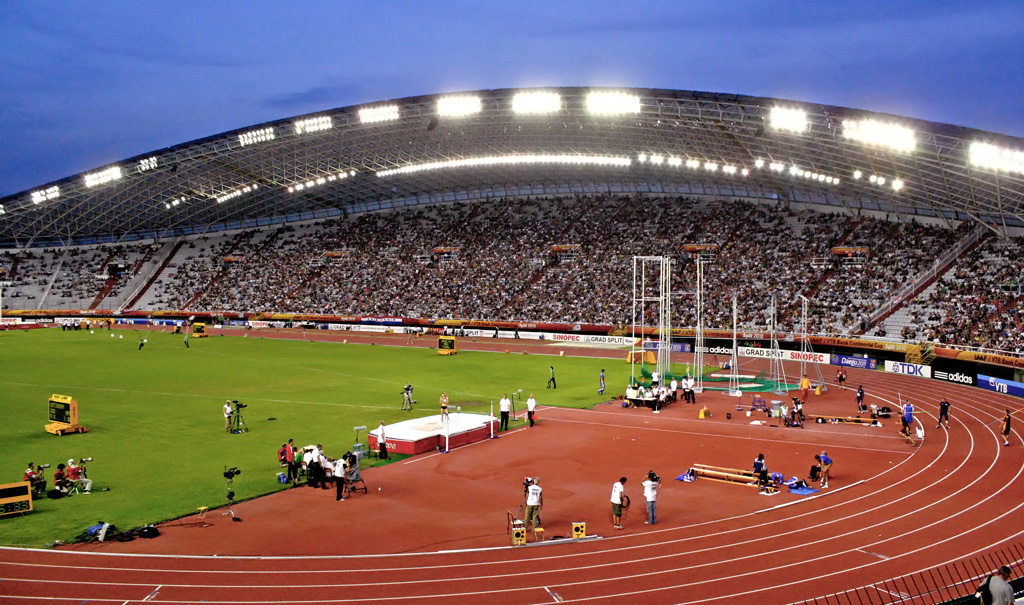
Das Stadion Poljud von Split im Jahr 2010

Die 4-mal-100-Meter-Staffel der Frauen bei den Leichtathletik-Europameisterschaften 1990 wurde am 1. September 1990 im Stadion Poljud in Split ausgetragen.
Europameister wurde die DDR in der Besetzung Silke Möller, Katrin Krabbe, Kerstin Behrendt und Sabine Günther. Den zweiten Platz belegte die Bundesrepublik Deutschland mit Gabriele Lippe, Ulrike Sarvari, Andrea Thomas und Silke-Beate Knoll. Bronze ging an Großbritannien (Stephanie Douglas, Beverly Kinch, Simmone Jacobs, Paula Thomas).

## Rekorde

### Bestehende Rekorde
| Weltrekord           | 41,37 s | DDR (Gesine Walther, Sabine Rieger, Ingrid Auerswald, Marlies Göhr)  | Canberra, Australien         | 16. Oktober 1985 |
| Europarekord         | 41,37 s | DDR (Gesine Walther, Sabine Rieger, Ingrid Auerswald, Marlies Göhr)  | Canberra, Australien         | 16. Oktober 1985 |
| Meisterschaftsrekord | 41,84 s | DDR (Silke Gladisch, Sabine Günther, Ingrid Auerswald, Marlies Göhr) | EM Stuttgart, BR Deutschland | 31. August 1986  |

### Rekordverbesserung
Die Europameisterstaffel aus der DDR verbesserte den bestehenden EM-Rekord in der Besetzung Silke Möller, Katrin Krabbe, Kerstin Behrendt und Sabine Günther im Finale am 1. September um sechzehn Hundertstelsekunden auf 41,68 s. Zum Welt- und Europarekord fehlten dem Quartett 31 Hundertstelsekunden.

## Durchführung
Bei nur acht teilnehmenden Staffeln entfielen die Vorläufe. Alle Teams traten gemeinsam zum Finale an.

## Legende
Kurze Übersicht zur Bedeutung der Symbolik – so üblicherweise auch in sonstigen Veröffentlichungen verwendet:
| CR  | Championshiprekord                       |
| DNF | Wettkampf nicht beendet (did not finish) |
| DSQ | disqualifiziert                          |

## Resultat
1. September 1990
| Platz | Staffel        | Besetzung                                                                  | Zeit (s) |
| ----- | -------------- | -------------------------------------------------------------------------- | -------- |
| 1     | DDR            | Silke Möller Katrin Krabbe Kerstin Behrendt Sabine Günther                 | 41,68 CR |
| 2     | BR Deutschland | Gabriele Lippe Ulrike Sarvari Andrea Thomas Silke-Beate Knoll              | 43,09    |
| 3     | Großbritannien | Stephanie Douglas Beverly Kinch Simmone Jacobs Paula Thomas                | 43,32    |
| 4     | Frankreich     | Cecile Peyre Magalia Simioneck Odile Singa Odiah Sidibé                    | 43,43    |
| 5     | Italien        | Anna Rita Balzani Maria Ruggeri Daniela Ferrian Rossella Tarolo            | 43,71    |
| 6     | Spanien        | Jolanda Diaz Cristina Castro Carmen Garcia-Campero Sandra Myers            | 44,36    |
| DNF   | Sowjetunion    | Jelena Mizera Galina Maltschugina Natalja Kowtun Nadeschda Roschtschupkina |          |
| DSQ   | Finnland       | Sari Raumala Sisko Hanhijoki Sanna Kyllönen Marja Salmela                  |          |

## Videolink
- 1990 European Athletics Championships Women's 4x100m final, www.youtube.com, abgerufen am 26. Dezember 2022